# Аркадія (пляж)

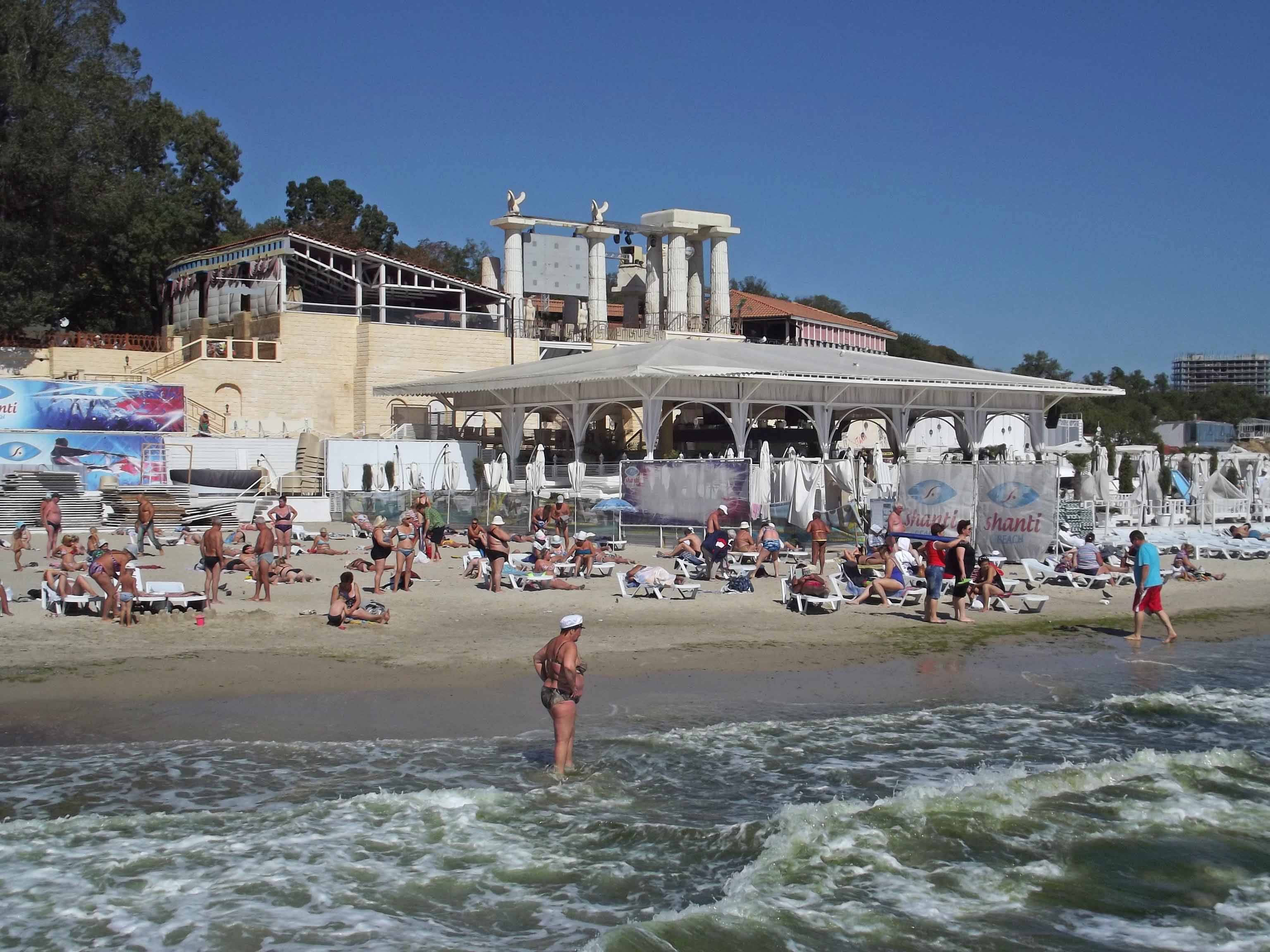
Пляж «Аркадія»

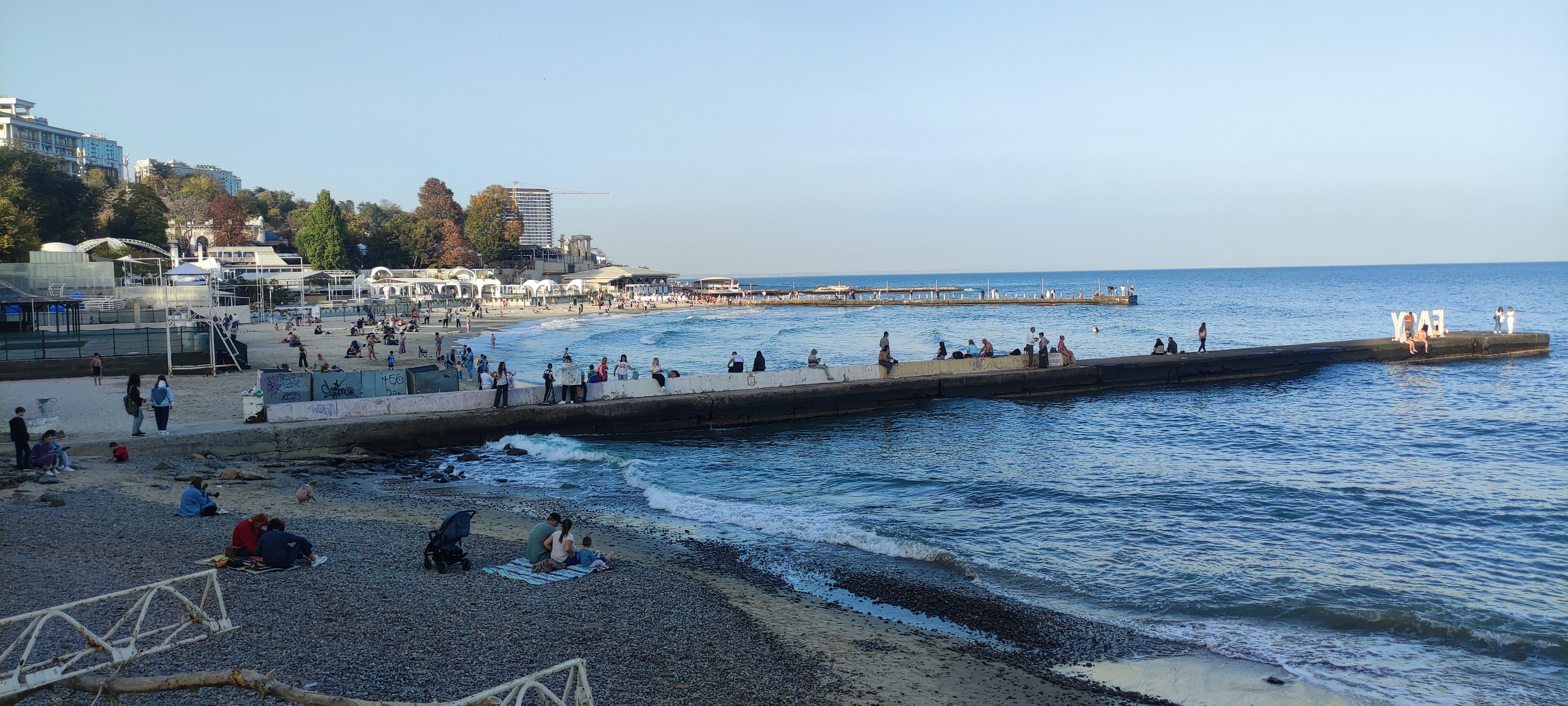
Пляжі Аркадії, жовтень 2023

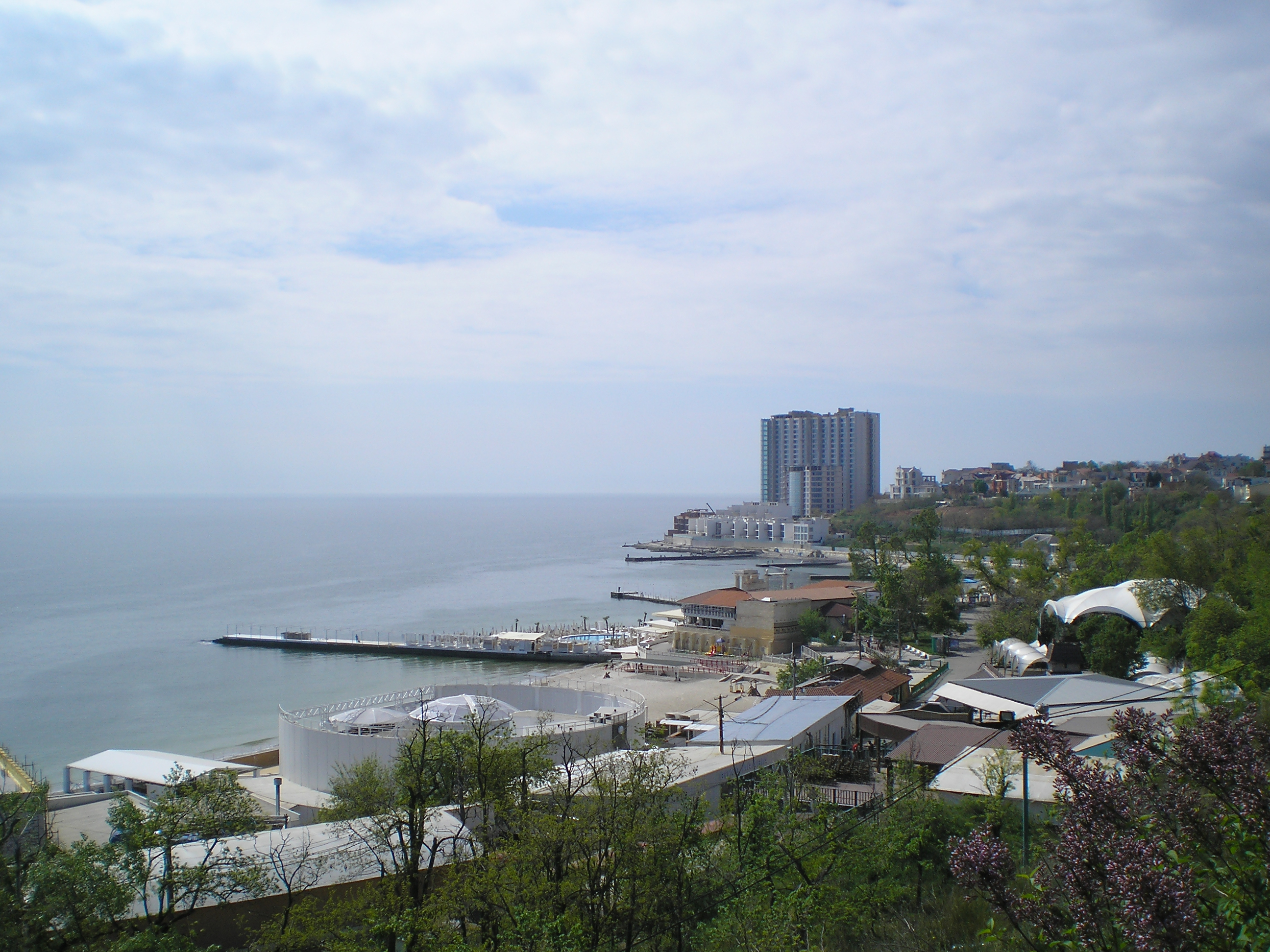
Вигляд на пляж із Аркадійського плато

46°25′38″ пн. ш. 30°46′00″ сх. д. / 46.42722° пн. ш. 30.76667° сх. д.
Пляж «Аркадія» — найвідоміший пляж міста Одеси. Назву пляж дістав від назви курортного району міста — Аркадії, у якому він розташований. Вихід до пляжу лежить крізь один із найвідоміших одеських парків — «Аркадія», який відомий своєю центральною алеєю. Уздовж пляжу, а також на самому пляжі, розташована велика кількість ресторанів, дискотек та нічних клубів (переважно вздовж приморської алеї парку).